# イースオンライン
『イースオンライン』 (Ys Online) は、日本ファルコムの代表作「イース」の世界観を元に作られたMMORPG。日本ファルコムがライセンスを提供し、開発はネットマーブルを運営している韓国のゲームメーカーCJインターネットが担当していた。
正式タイトルは『Ys Online ～The Call of Solum～』。舞台はイースシリーズの主人公である「赤毛の剣士」アドル・クリスティンが活躍した時代から百数十年経った後のエレシア大陸。

## 運営形態
運営形態は登録、プレイともに基本料金無料とし、アイテム課金制だった。
2011年10月3日サービス終了。

## 沿革
- 2003年12月 - 日本ファルコムのライセンス提供オンラインゲーム第1弾タイトルとして発表
- 2004年11月 - 開発を担当していたeSofnet社が経営不振のため、開発をCJインターネット社へ移管
- 2006年11月 - クローズドβテスト実施
- 2007年3月 - 第二次クローズドβテスト実施
- 2007年4月 - 第三次クローズドβテスト実施（4/26 - 5/2）
- 2007年7月 - オープンβテスト実施
- 2007年11月5日 - 韓国にて正式サービス開始
- 2008年6月 - 翌年、欧州にてサービスを開始すると発表
- 2009年3月13日 - 日本国内におけるサービス提供及びパブリッシング展開が発表され、ティザーサイトがオープン
- 2009年4月17日 - 中国にてパブリックテスト版開始
- 2009年4月23日 - 日本国内向けのプレオープンサービス開始
- 2009年4月30日 - 同オープンサービス開始
- 2009年6月8日 - ヨーロッパクローズドβテスト実施
- 2009年11月30日[1] - ヨーロッパにてサービス終了
- 2010年4月30日 - 中国にてサービス終了
- 2010年12月16日 - 韓国にてサービス終了
- 2011年10月3日 - 日本国内におけるサービスを終了
- 2012年10月1日 - 台湾にてサービス終了

## 特徴
- 最大10人まで組める多人数パーティーシステムやパーティー専用のインスタントダンジョン
- パーティーよりも深い関係を築くことができるギルドシステム
- PvP（プレイヤー対プレイヤー）とPvE（プレイヤー対モンスター）の戦闘が同時に楽しめる聖地争奪戦「守護バトルシステム」
- キャラクターの能力を一時的に強化する「アーツビルド」や危機的状況から緊急回避する事ができる「アーツスキル」

## イメージヴィジュアル
メインヴィジュアルのイラストレーターに、『イースVI』や『イース・オリジン』でイラストを担当した田上俊介が起用されている。